# A Sereia
A Sereia (também conhecida como A Mermaid) é uma pintura do pintor britânico John William Waterhouse e foi pintada por volta de 1900 como uma pintura a óleo sobre tela de 98 × 67 cm. Faz parte da arte vitoriana. A pintura serviu como uma peça de teste na Royal Academy of Arts, em Londres, onde ainda é exibido hoje.